# Piédestal

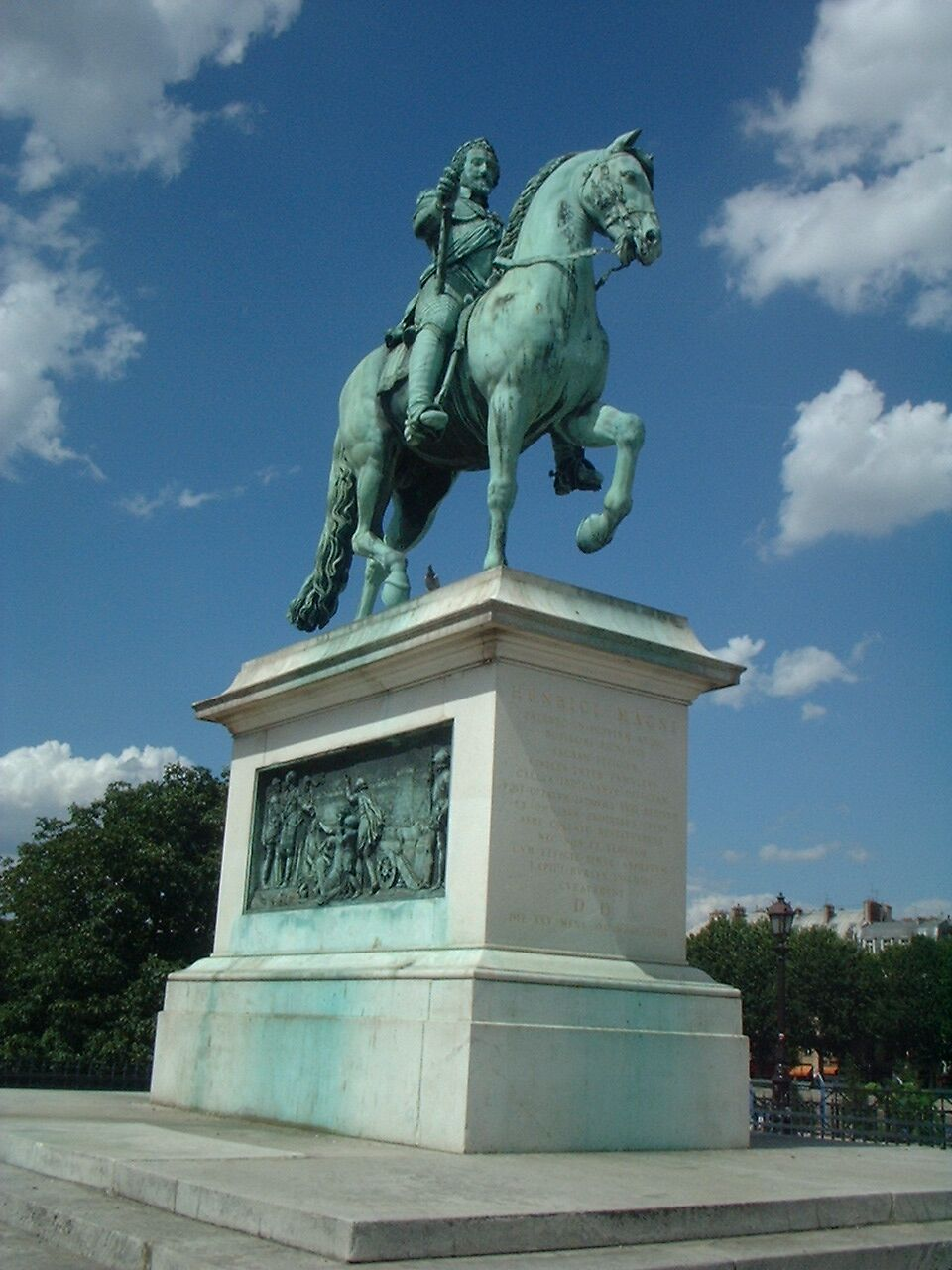
Statue d'Henri IV, sur le pont Neuf à Paris, et son piédestal.

Un piédestal (pluriel : piédestaux) est un support isolé qui sert à recevoir une colonne, une statue, un buste ou un grand objet d'art et d'ornement (vase, candélabre, stèle, fontaine).
On parle de « piédouche » (de l’italien pieduccio) ou de « scabellon » pour désigner un petit piédestal, généralement destiné à recevoir un buste ou une statuette.

## Composants d'un piédestal
Le piédestal en plein air est un support d'assez grandes dimensions le plus souvent composé, de bas en haut :
- d'une base moulurée, socle de pierre pouvant être orné de moulures ;
- d'un dé (ou tronc)[2], corps massif éventuellement précédé d'un congé ;
- d'une corniche ou d'un entablement dont le talon fait partie et les moulures sont saillantes (corniche plus ou moins débordante).

Il peut être porté par une base, socle formé d'une dalle ou emmarchement, degré formé de quelques marches (plusieurs dalles de pierre) très larges, ou étendues sur le périmètre complet d'un soubassement.

### Styles architecturaux

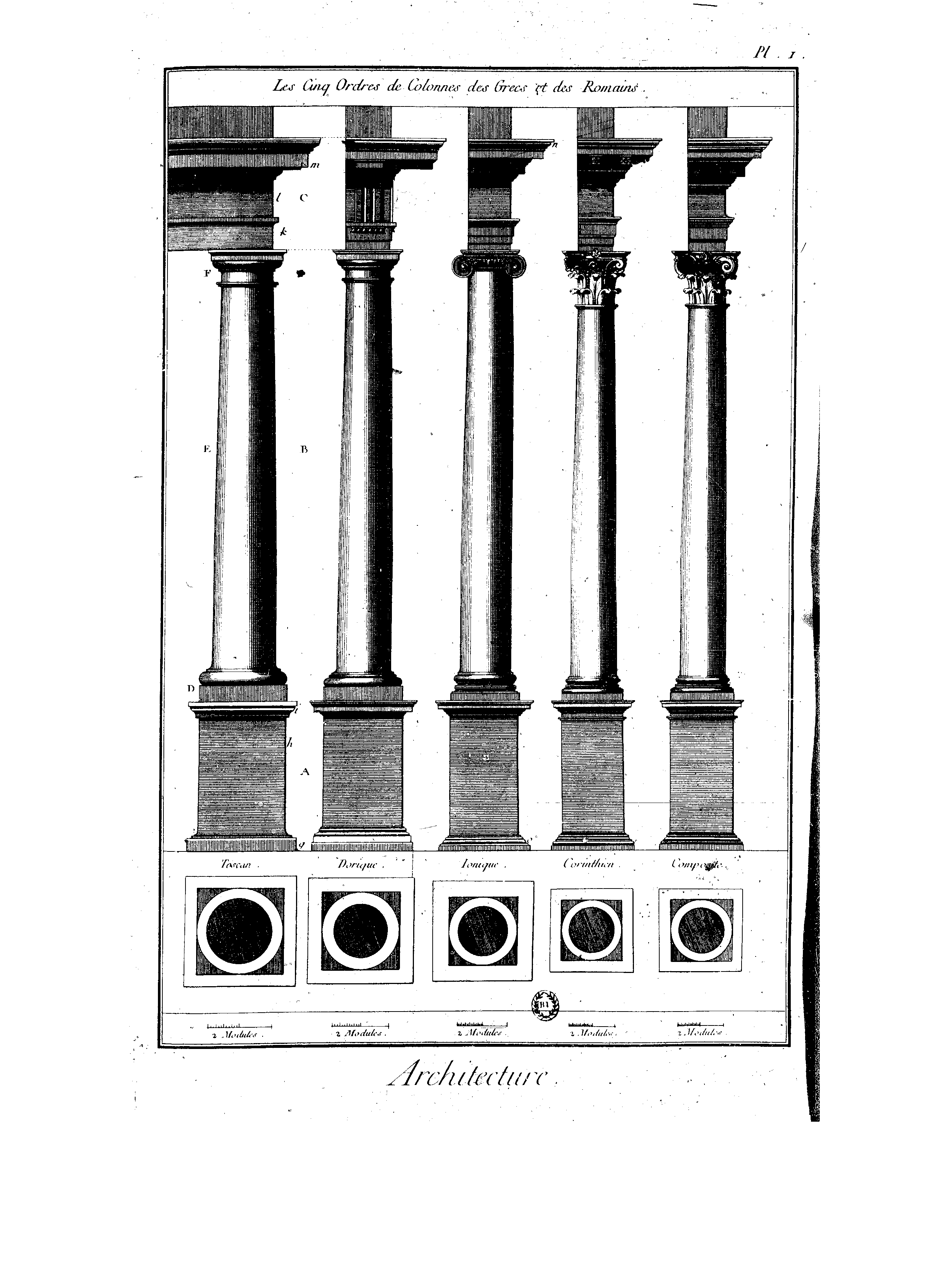
Piédestaux de l'ordre architectural grec et romain.

L’Encyclopédie ou Dictionnaire raisonné des sciences, des arts et des métiers donne les caractéristiques suivantes.
- Le piédestal toscan a sa base composée d'une plinthe, d'un filet, d'un dé dont la partie inférieure se termine en adoucissement, et d'une corniche constituée d'un talon et un réglet.
- Le piédestal dorique a sa base composée d'une plinthe, d'un tore, et d'un filet surmonté d'un cavet ; sa corniche est composée d'un cavet à sa base, d'un filet, d'un larmier surmonté d'un autre filet, et d'un quart de rond.
- Le piédestal ionique a sa base composée de bas en haut d'une plinthe, d'un filet, d'une doucine, d'un filet avec son congé ; son dé se joint à la corniche par un congé ; sa corniche est composée d'un petit filet, d'un astragale, d'une frise, qui, par un congé, se réunit au filet, d'un quart de rond, d'un larmier couronné d'un talon avec son filet.
- Le piédestal corinthien a une base composée d'une plinthe, d'un tore, d'un filet, d'une gorge et d'un astragale ; le dé finit par un adoucissement et un filet ; sa corniche est composée d'un astragale, d'une frise, un filet, un autre astragale, un ove, un larmier taillé en demi-creux et un talon couronné d'un filet.
- Le piédestal composite ressemble au corinthien mais sa corniche est formée d'un filet avec son congé, d'un gros astragale, d'une doucine avec son filet, d'un larmier, et d'un talon avec son filet.
- Le piédestal des colonnes de l'architecture chrétienne est souvent formé d'un simple socle à plusieurs pans, et quelquefois de plusieurs dés superposés, réunis les uns aux autres par des glacis[5].

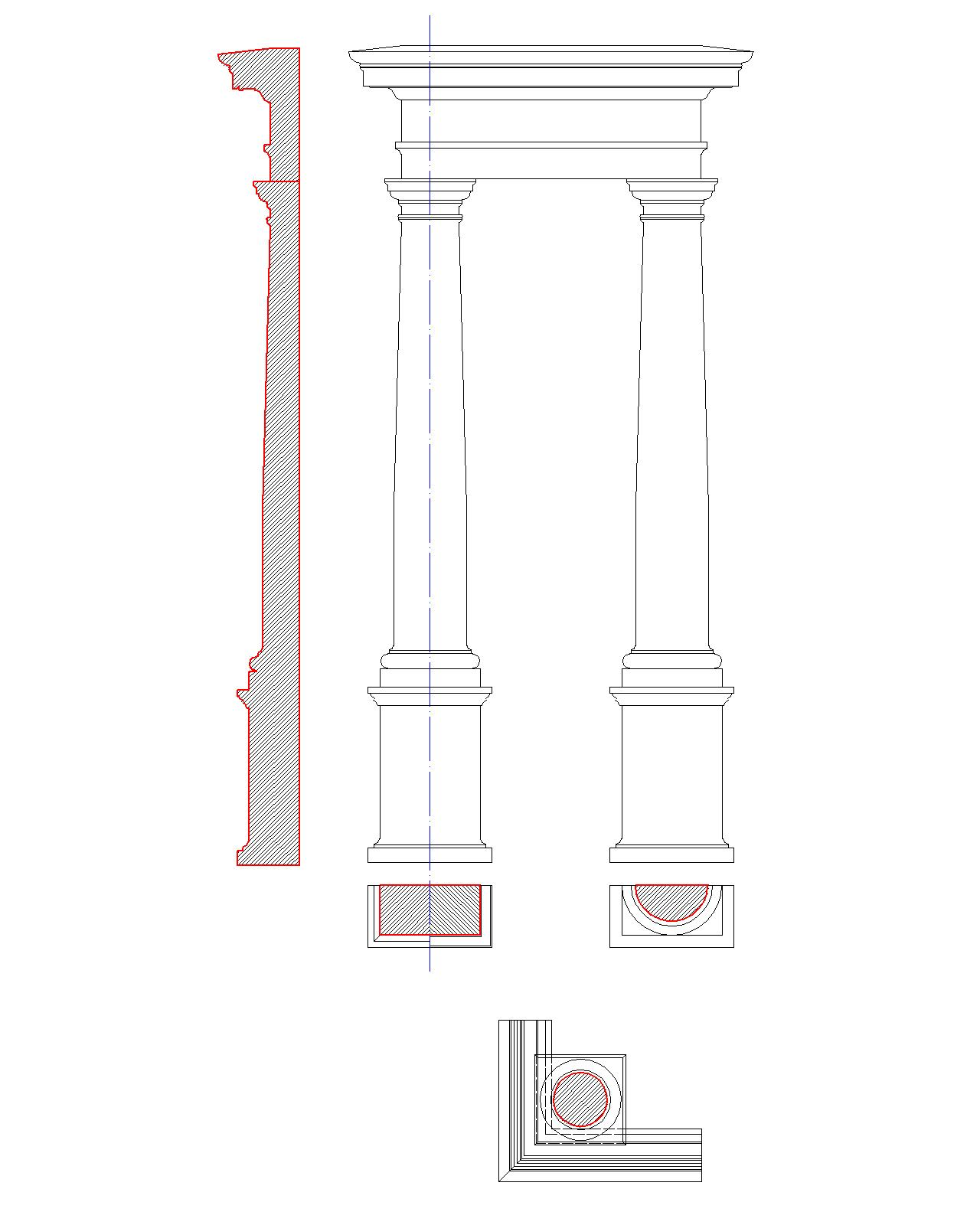
Piédestal toscan.
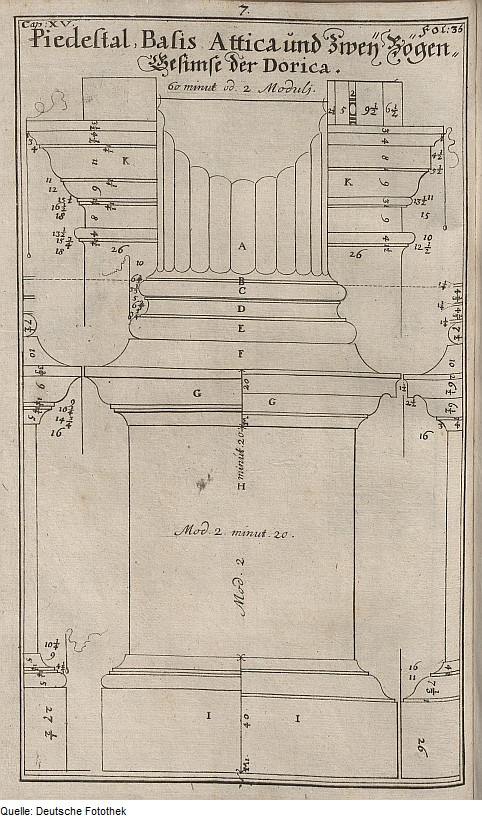
Piédestal dorique.
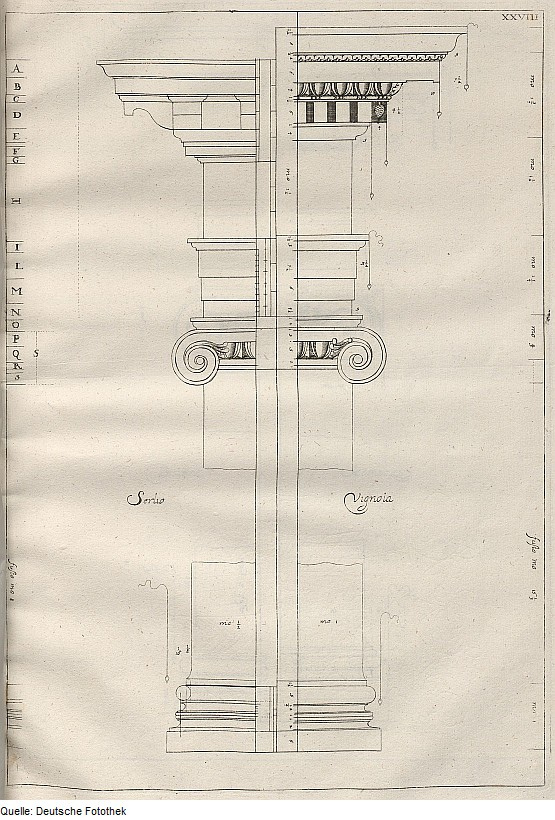
Piédestal ionique.
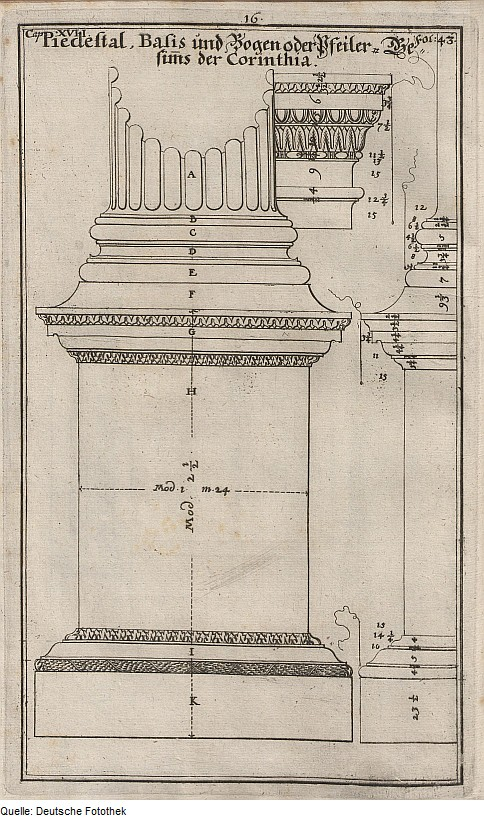
Piédestal corinthien.
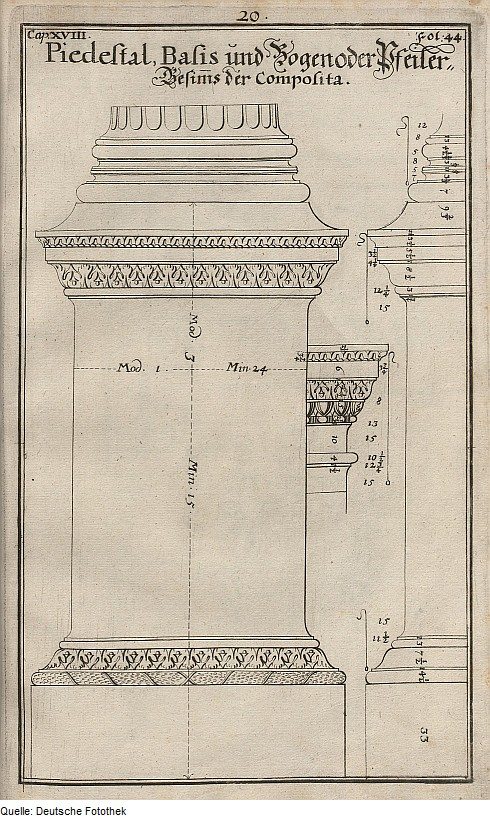
Piédestal composite.

## Histoire

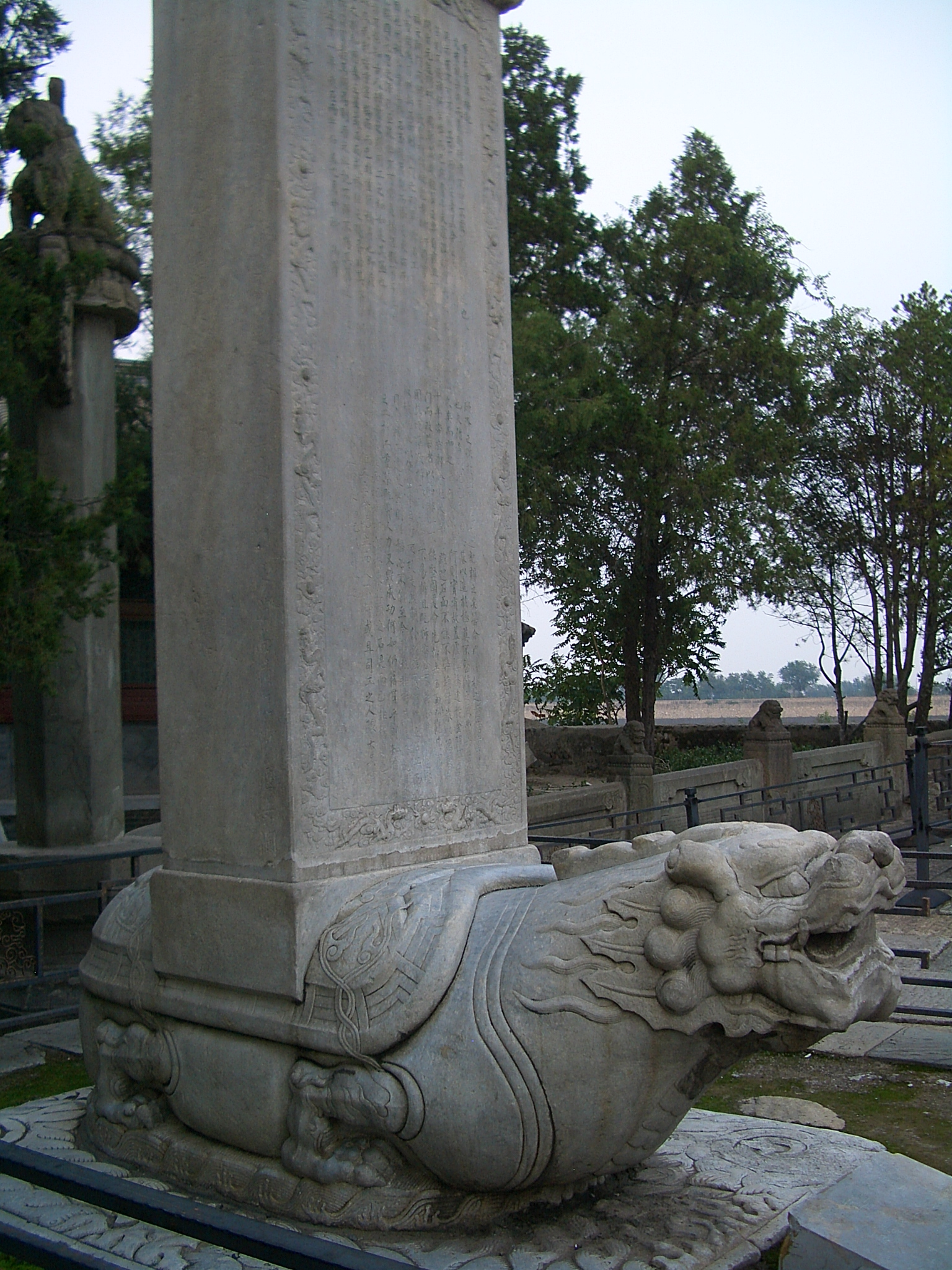
Tortue-piédestal à tête de dragon, pont Marco Polo.

Dans les ordres d'architecture classiques, les proportions et les moulurations des piédestaux dépendaient du module et du principe décoratif.
En Syrie ou en Asie Mineure, les Romains donnaient parfois comme support aux colonnes de leurs temples ou de leurs propylées des socles quadrangulaires ; à Rome même, ils étaient employés pour donner plus d'élan et de beauté à des colonnes isolées, comme celles de Trajan et d'Antonin, ou étaient utilisés comme podium pour les colonnes des arcs de triomphe romains.
L'acropodium (du grec akros et pous, « pied »), mot cité une seule fois par l'auteur latin Hygin, désigne un piédestal élevé porté par des pieds où des griffes et sur lequel était posée une statue.
Les architectes de l'époque de la Renaissance, d'abord italienne, puis française et ensuite européenne, considéraient que le piédestal faisait partie intégrante de l'ordonnance des ordres d'architecture. Il imposèrent progressivement une sorte de canon esthétique régentant les proportions de ces ordres, comme pour la corniche du piédestal formant les seuils des fenêtres ou la balustrade de galeries.
Dans les régions Han de la Chine et dans les pays sinisés, les piédestaux en plein air sont très variés. Les stèles reposent souvent sur un piédestal de pierre en forme de tortue, symbole de longévité, nommée bixi, guifu (龟趺) ou baxia (霸下). On trouve la plus grande stèle portée sur une tortue au pavillon de la Stèle des tombeaux des Ming. Les socles en forme de tortue peuvent aussi supporter la statue d'une grue ou d'un héron, symbolisant les sentiments durables et la protection, les deux animaux ensemble symbolisant l'entraide. Les piédestaux intérieurs peuvent être en bois laqué, en porcelaine, etc.

## Expression
Quand une personne idéalise quelqu'un (ou quelque chose, un objet ou une idée) de façon exagérée, on utilise l'expression « mettre sur un piédestal ». À l'inverse, « descendre quelqu’un de son piédestal » est être déçu en regard de l'image, par trop positive, qu'on avait de cette personne.

## Galerie

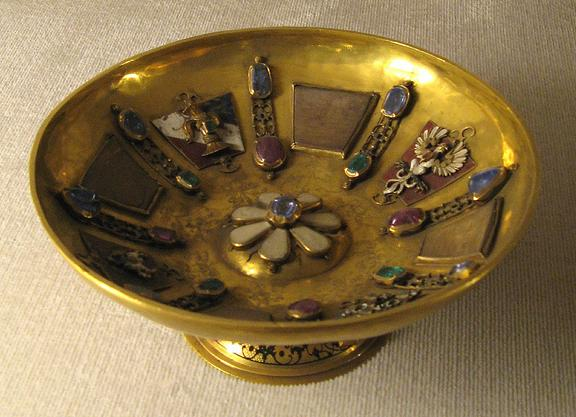
Coupe à piédestal.
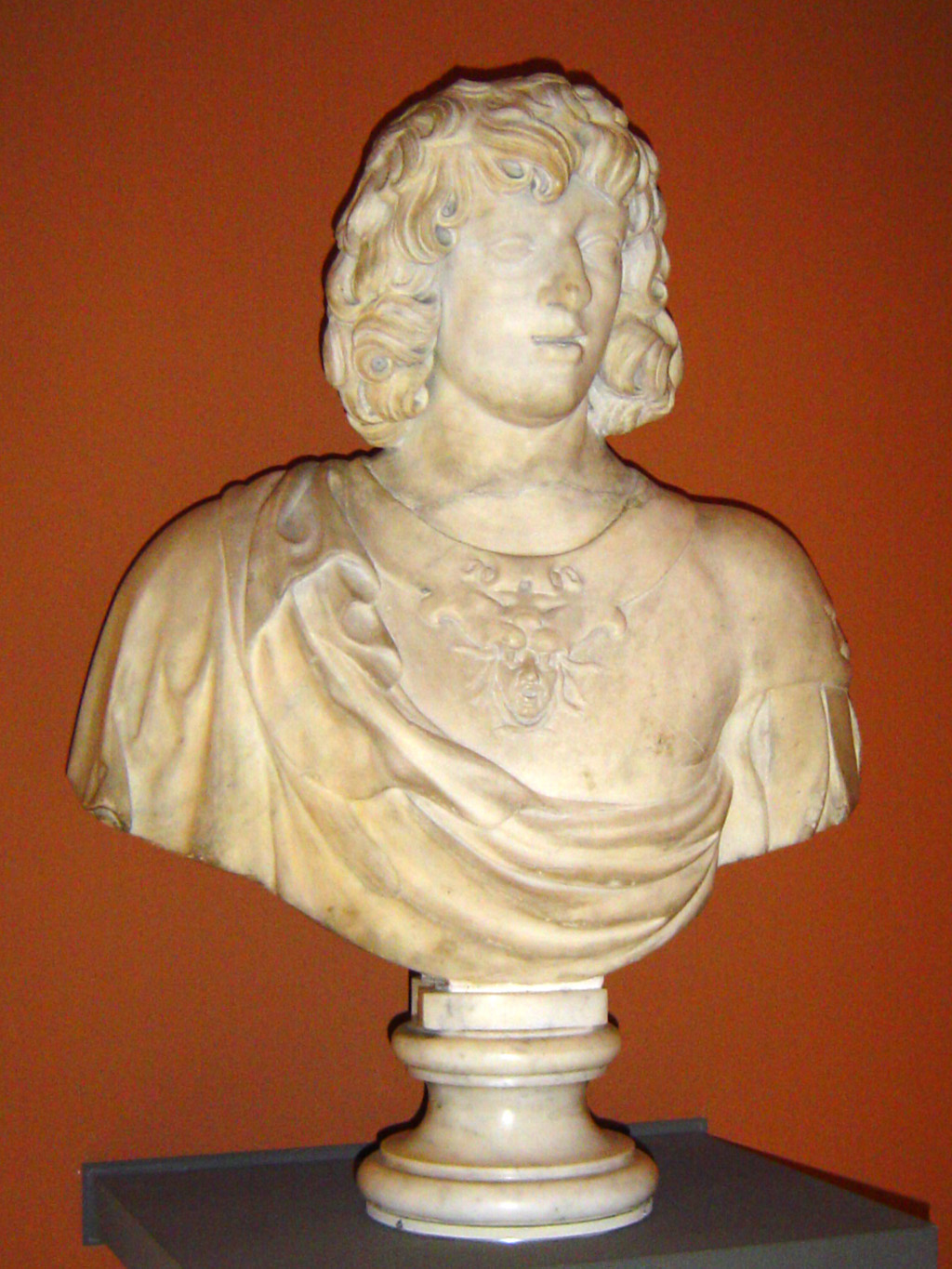
Buste de Gaston de France sur piédouche.
Piédestal dans un quartier de blason.
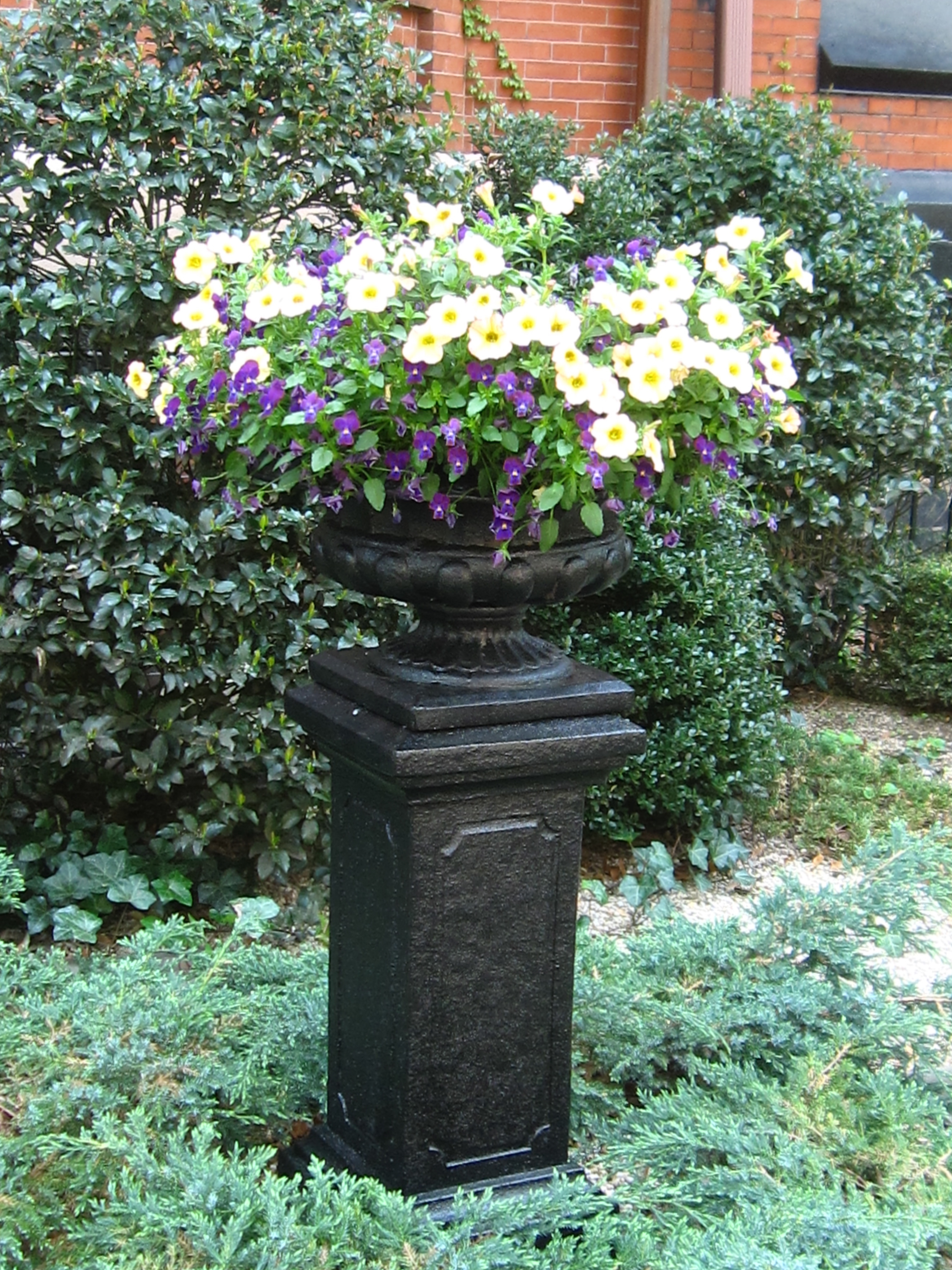
Piédestal pour plantes.
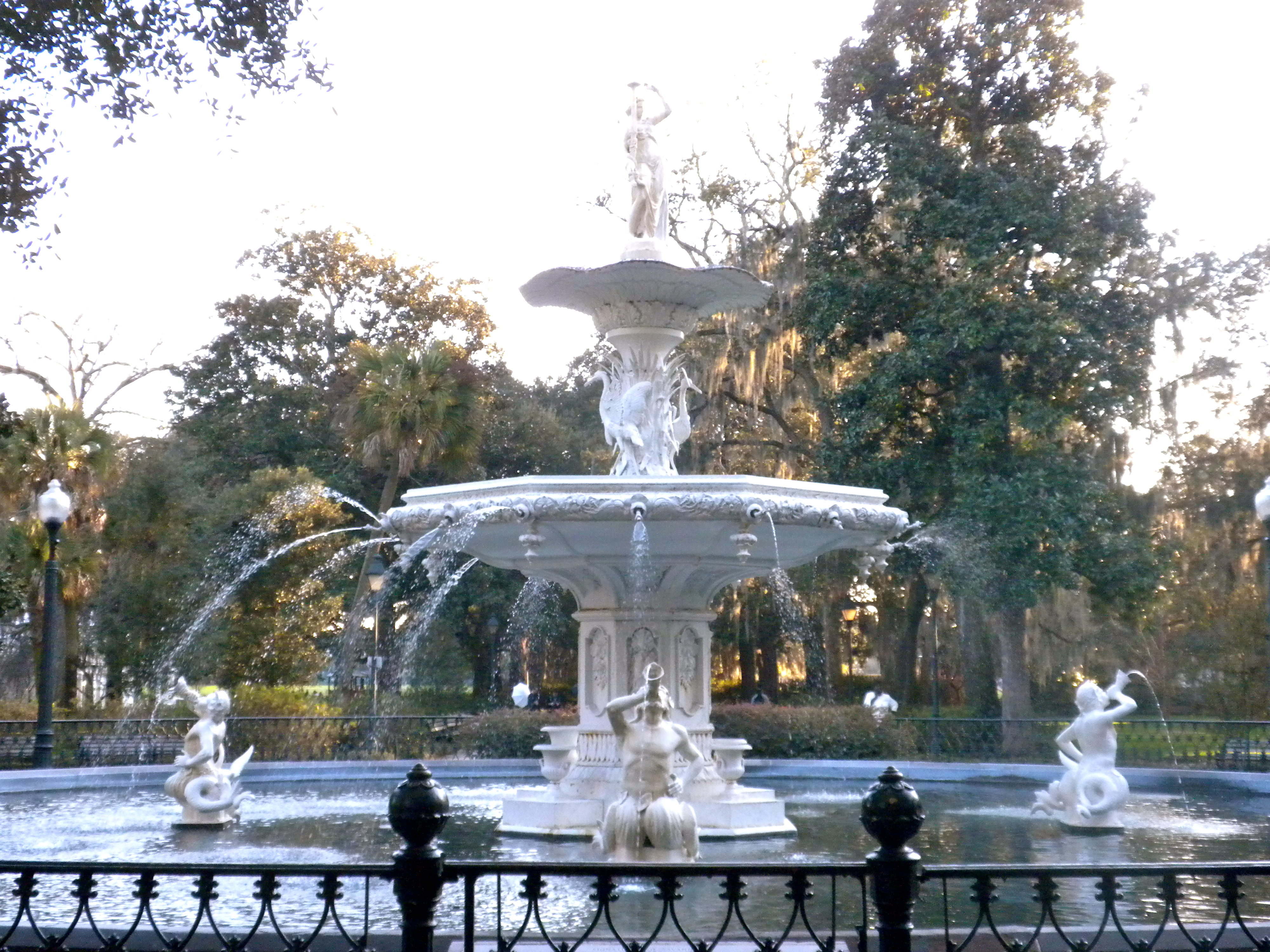
Piédestal octogonal de fontaine.
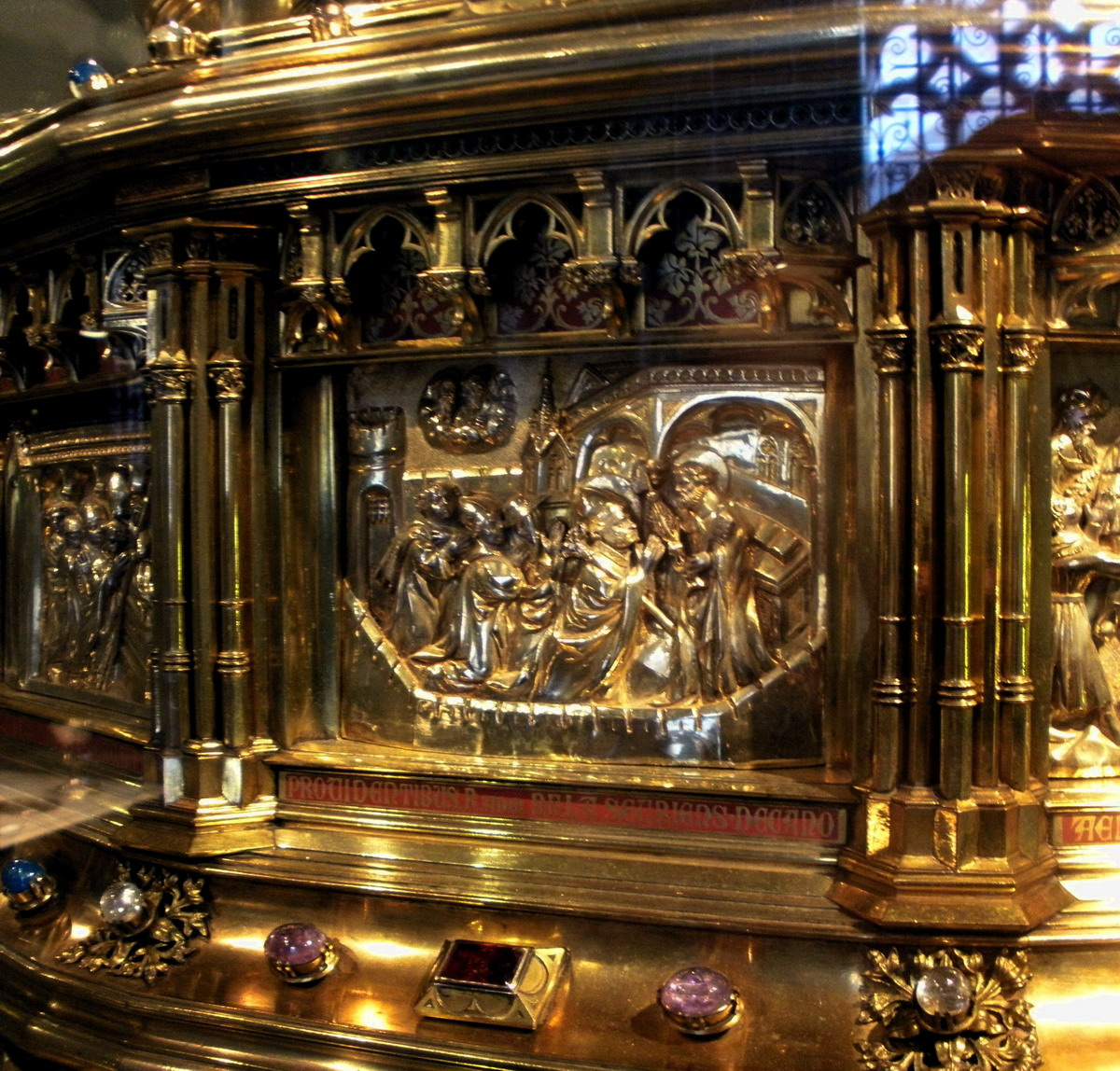
Piédestal néogothique flanqué[9].
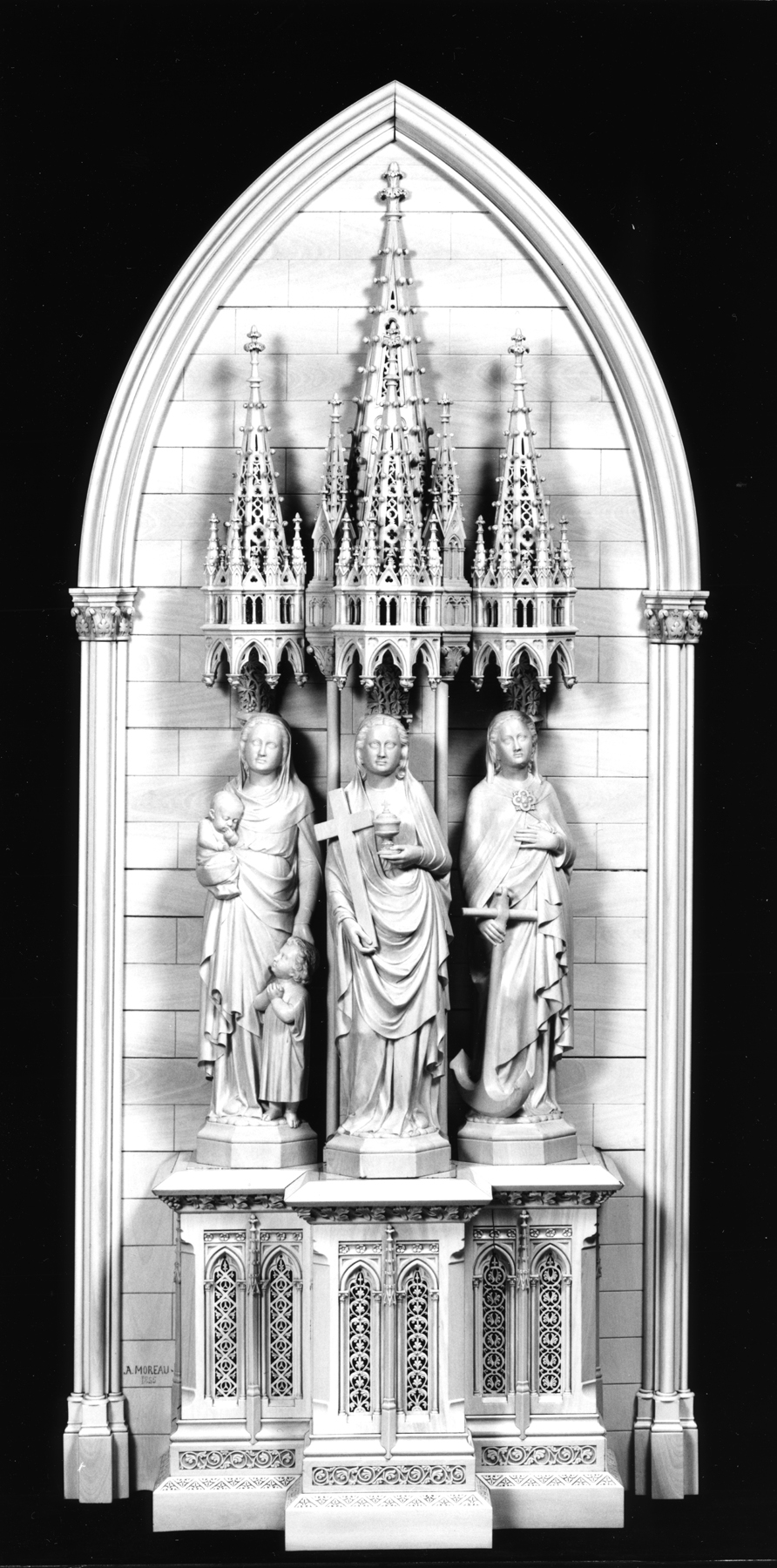
Piédestal composé.
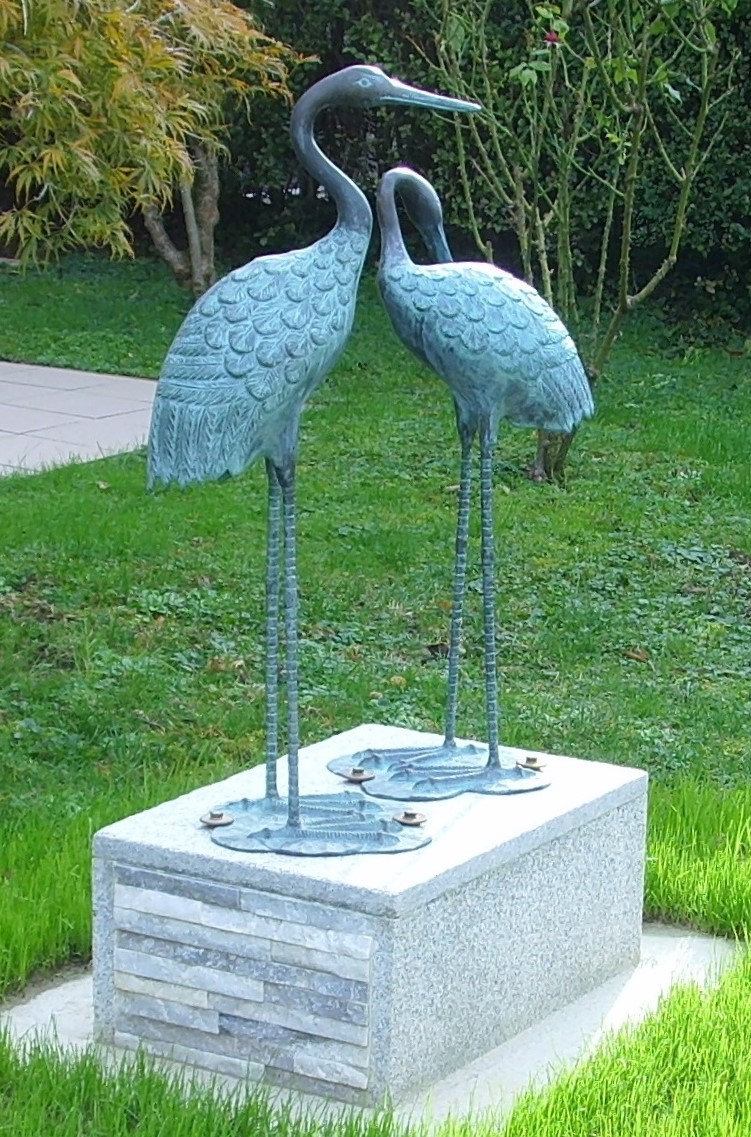
Statue en bronze posée sur un piédestal et une base en granit gris.